# Playa de Bahía
La Playa de Bahía está situada al suroeste de Mazarrón, en la Región de Murcia, España. Punto kilométrico 1,610 de la comarcal Puerto de Mazarrón a Bolnuevo. Casco urbano del Puerto de Mazarrón - Playa de Bahía y La Reya. Conexión a la red básica a través de carretera urbana. 
La playa tiene una longitud de 190 metros y un ancho de 21 metros aproximadamente. A lo largo de toda su extensión hay casas en primera línea que fueron construidas por pescadores hace unos 50 años.
Es una playa de arenas finas y doradas sin piedras. Es una de las más concurridas y está galardonada con la Bandera Azul. También es una de las más seguras puesto que por esa zona no hay grandes corrientes marinas y no hay riesgo de ser llevado hasta mar abierto. En uno de sus extremos hay una zona en la que no está permitido el baño puesto que en ella pueden formarse remolinos.
En uno de los extremos hay un mirador encima de un gran saliente al mar llamado Cabezo del Gavilán. Desde él se puede contemplar el Mar Mediterráneo y el pueblo. En la base de este saliente hay una vieja cueva muy accesible que en el pasado sirvió como pequeño refugio a los pescadores de la zona. En el otro extremo de la profunda bahía en la que se sitúa esta playa, encontramos otro peñasco de similar altura al Cabezo del Gavilán, pero de menor tamaño. Éste se conoce como Cabezo de la Cebada y cuenta con un mirador, construido recientemente, desde el que podemos divisar tanto la playa hacia un lado, como el club de regatas al otro.
- Datos: Q6078588